# Ступськ (гміна)
Гміна Ступськ (пол. Gmina Stupsk) — сільська гміна у центральній Польщі. Належить до Млавського повіту Мазовецького воєводства.
Станом на 31 грудня 2011 у гміні проживало 5069 осіб.

## Площа
Згідно з даними за 2007 рік площа гміни становила 118.04 км², у тому числі:
- орні землі: 82.00%
- ліси: 13.00%

Таким чином, площа гміни становить 10.08% площі повіту.

## Населення
Станом на 31 грудня 2011:
| Опис     | Загалом | Загалом | Чоловіки | Чоловіки | Жінки | Жінки |
| -------- | ------- | ------- | -------- | -------- | ----- | ----- |
| одиниця  | осіб    | %       | осіб     | %        | осіб  | %     |
| все      | 5069    | 100     | 2537     | 50.05    | 2532  | 49.95 |
| міське   | 0       | 100     | 0        |          | 0     |       |
| сільське | 5069    | 100     | 2537     | 50.05    | 2532  | 49.95 |

## Сусідні гміни
Гміна Ступськ межує з такими гмінами: Вішнево, Ґрудуськ, Реґімін, Стшеґово, Шидлово.